# Fritz Fleischer
Fritz Fleischer (ur. 2 marca 1894 w Wiedniu, zm. 27 lutego 1943 w Theresienstadt) – austriacki lekkoatleta, sprinter.
Podczas igrzysk olimpijskich w Sztokholmie (1912) odpadł w eliminacjach w biegach na 100 i 200 metrów oraz w sztafecie 4 × 100 metrów.
Sześciokrotny mistrz kraju: w biegu na 100 metrów (1911, 1913, 1914, 1919 i 1920) oraz w sztafecie 4 × 100 metrów (1920).
Rekordzista Austrii w biegach na 100 (10,8 – 20 kwietnia 1913, Wiedeń) i 200 (23,0 – 27 października 1912, Wiedeń) metrów.
Zmarł w obozie koncentracyjnym Theresienstadt.

## Rekordy życiowe
- Bieg na 100 metrów – 10,8 (1913)
- Bieg na 200 metrów – 22,6 (1913)